# Копетон юкатанський

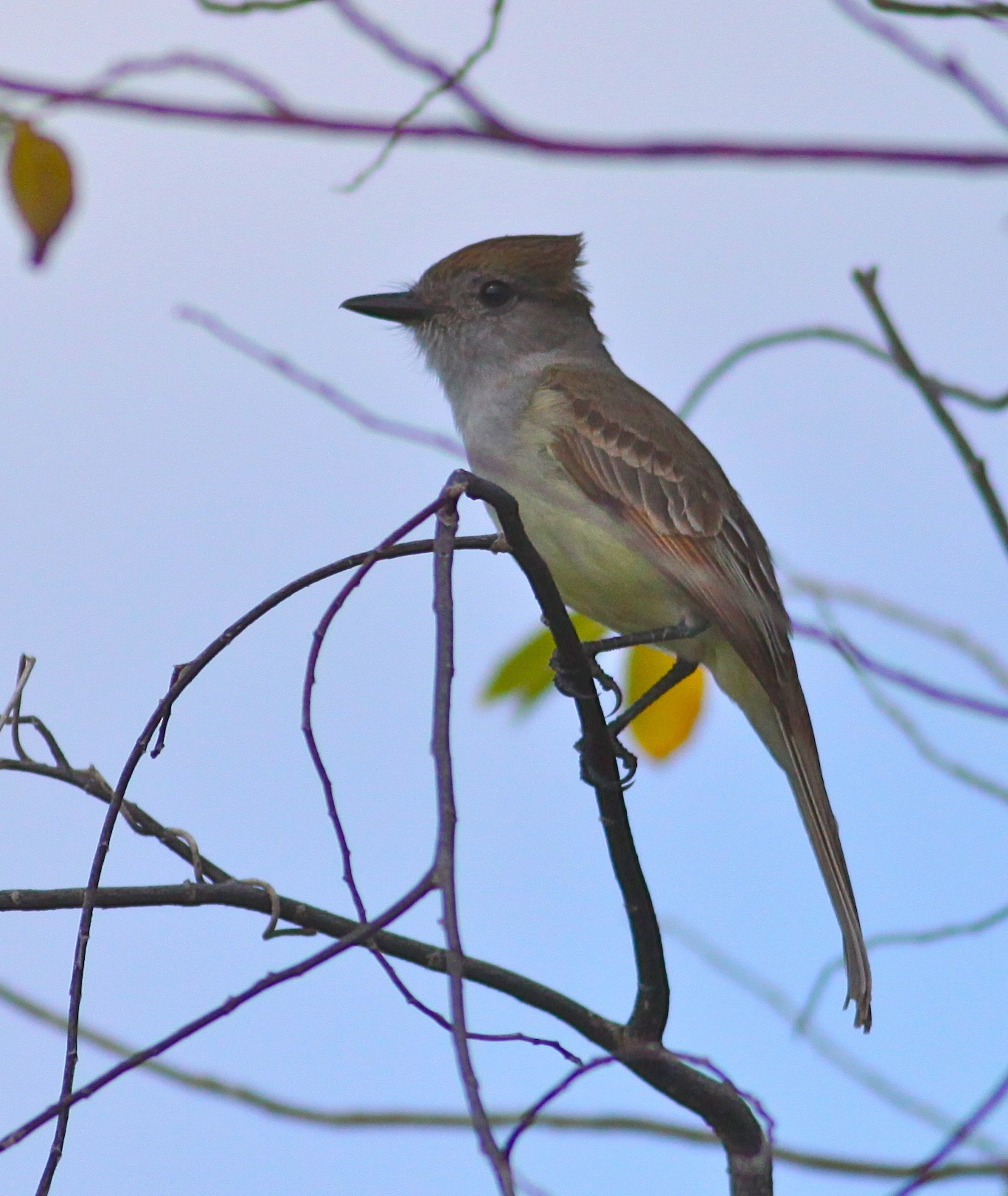
Юкатанський копетон

Копето́н юкатанський (Myiarchus yucatanensis) — вид горобцеподібних птахів родини тиранових (Tyrannidae). Мешкає в Мексиці, Гватемалі та Белізі.

## Опис
Голова і верхня частина тіла сірувато=коричнева, на голові чуб. Хвіст рудуватий, нижня частина тіла жовтувата.

## Підвиди
Виділяють три підвиди:
- M. y. yucatanensis Lawrence, 1871 — поширений на півострові Юкатан;
- M. y. lanyoni Parkes & Phillips, AR, 1967 — поширений на острові Косумель (Мексика);
- M. y. navai Parkes, 1982 — поширений на півдні Юкатану та на півночі Гватемали і Белізу.

## Поширення і екологія
Юкатанські копетони поширені в Мексиці на півострові Юкатан, а також на півночі Гватемали і Белізу. Вони живуть в сухих та вологих тропічних лісах і чагарникових заростях на висоті до 250 м над рівнем моря.